# U-Bahn Sendai

Logo der U-Bahn Sendai

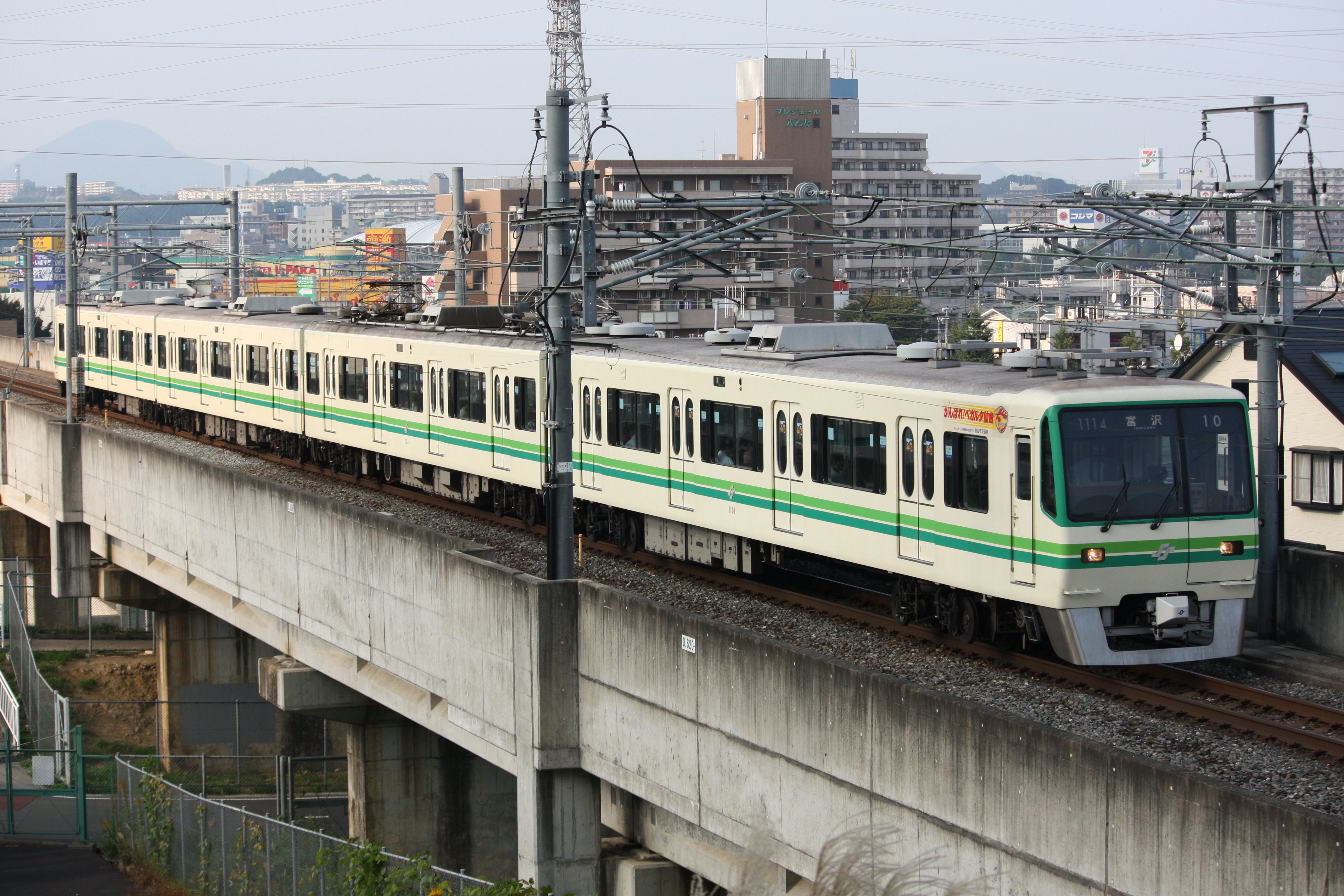
Zug der U-Bahn Sendai, Baureihe 1000

Liniennetz

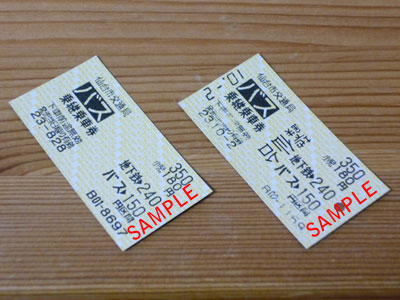
Fahrkarten

Die U-Bahn von Sendai (jap. 仙台市営地下鉄, Sendai-shiei chikatetsu, dt. Städtische U-Bahn Sendai) ist das U-Bahn-Netz der japanischen Stadt Sendai. Sie besteht derzeit aus zwei Linien, die vom Verkehrsamt der Stadt Sendai (仙台市交通局, Sendai-shi Kōtsū Kyoku) betrieben werden. Der Bau der U-Bahn wurde ab 1965 geplant; der Bau der ersten Linie wurde 1983 begonnen.

## Technik
Die einzelnen Waggons werden alle drei Tage einer Inspektion unterzogen und mithilfe automatischer Prüfgeräte alle drei Monate intensiv geprüft. Eine eingehende Wartung erfolgt alle drei Jahre. Besondere Beachtung in der Fachwelt erlangte die neuartige, von Hitachi entwickelte Zugsteuerung mittels Fuzzylogik. Anfahr-, Beschleunigungs- und Bremsvorgänge werden vollautomatisch ausgeführt, sodass der Zug sich ruckfrei bewegt, was komfortabel ist und Energie spart.

## Namboku-Linie
Die Linie 1, genannt Namboku-Linie (dt. Süd-Nord-Linie), verläuft von Izumi-Chūō im Norden über das Stadtzentrum in die südlichen Vororte. Die Gesamtlänge beträgt 15 km (davon verlaufen 12 km im Tunnel) mit insgesamt 17 Stationen (14 davon im Tunnel). Der Betrieb startete am 15. Juli 1987.
Die Länge der Bahnsteige beträgt 130 m und die Spurweite der Gleise 1.067 mm (Kapspur). Vier Waggons bilden einen Zug. Die Stromversorgung erfolgt über eine Oberleitung mit 1500 V Gleichspannung. Die Betriebszeiten sind (Stand 2005) von 5:45 bis 23:45 Uhr, die Fahrtenhäufigkeit beträgt zwischen 4 und 6 Minuten. Alle Stationen sind rollstuhlgerecht mit Aufzügen (Beschriftung zusätzlich in Brailleschrift) ausgestattet. Das Erscheinungsbild der Stationen ist auf die jeweilige Umgebung abgestimmt, z. B. mit künstlerischer Wand- und Deckenbemalung. In den beiden Waggons an den Zugenden befinden sich spezielle, für Schwangere, ältere oder behinderte Personen reservierte Sitzbänke.

## Tōzai-Linie
Die Linie 2 oder Tōzai-Linie (dt. Ost-West-Linie) wurde nach elfjähriger Bauzeit am 6. Dezember 2015 eröffnet.
Sie verläuft vollständig unterirdisch von Yagiyama-Dōbutsu-kōen im Westen nach Arai im Osten. Die Linie ist 13,9 km lang und hat 13 Stationen; die Spurweite beträgt 1435 mm (Normalspur). Die Triebwagen haben (genau wie die auf neueren U-Bahn-Strecken in Tokio (Ōedo-Linie), in Kōbe und in Ōsaka) Linearmotoren.